# Паакки, Юрьё
Ю́рьё Матвеевич Па́акки (фин. Yrjö Paakki; 24 февраля 1907, Хельсинки — 20 февраля 1938, под Петрозаводском) — финский и советский боксёр, тренер.

## Биография
Родился в рабочей семье. Окончил народную и конфирмационную школу. По профессии — столяр.
Вступил в Рабочий спортивный союз (ТУЛ) 10 января 1926 года; в том же году стал чемпионом ТУЛ в наилегчайшем весе, а на следующий год — серебряным призёром; принимал участие в ряде международных соревнований спортсменов-рабочих.
В 1928 году, несмотря на запрет ТУЛ, принял участие во Всесоюзной спартакиаде в Москве, где победил. Все финские боксёры, принявшие участие в Спартакиаде, были исключены из ТУЛ.
В 1931 году выступал за общество «Хелсинген Вису» в легчайшем весе; боролся за попадание на Рабочую олимпиаду в Вене.

### В СССР
В 1932 году попытался переправиться в СССР. Первая попытка оказалась неудачной — 7 августа лодка с 28 беглецами была задержана морской пограничной службой Финляндии. 23 августа на моторной лодке переправился в Эстонию, а затем нелегально пересёк границу СССР.
Работал плотником: 2 месяца на железнодорожной станции Пелла, затем 2 года в совхозе имени Кирова Волосовского района Ленинградской области (почтовое отделение Местаново). В 1934 году переехал в Петрозаводск, где сначала работал столяром в «Карелстрое», а с октября 1936 года — тренером по боксу при Доме народного творчества.
В Петрозаводске Паакки организовал секцию бокса; около половины занимающихся составили финны, также приехавшие в СССР из других стран. В 1935 году боксёры секции успешно выступили на первенстве ВЦСПС: сам Паакки победил в легчайшем весе, его ученики полутяжеловес Вейе Енккель стал вторым, а тяжеловес Вилье Веса — третьим. В 1936 году Паакки стал серебряным призёром чемпионата СССР.
15 декабря 1937 года Паакки был арестован по статье 58-10 УК РСФСР («пропаганда или агитация, содержащие призыв к свержению, подрыву или ослаблению Советской власти…»). 7 января 1938 года он был приговорён к расстрелу, а 20 января расстрелян в окрестностях Петрозаводска (место захоронения неизвестно). Реабилитирован 22 мая 1989 года.
Четверо его учеников были репрессированы вместе с ним. Из остальных:
- Вейе Енккель погиб в Великой Отечественной войне.
- Вилье Веса бокс помог выбраться из лагеря, куда он попал как побывавший в финском плену; до 75 лет прослужил в театре, заслуженный артист Карельской АССР (1969).[1]
- Пётр Григорьевич Ятцеров, возглавивший секцию бокса после ареста Паакки; мастер спорта СССР, бронзовый призёр чемпионата СССР 1939; был президентом Федерации бокса Карельской АССР.